# Mignon G. Eberhart
Mignon Good Eberhart (Lincoln (Nebraska), 6 juli 1899 – Greenwich (Connecticut), 8 oktober 1996) was een Amerikaans schrijfster van vele detectiveromans. Zij was een van de best betaalde schrijfsters in de jaren dertig en stond bekend als de "Amerikaanse Agatha Christie." 
In totaal schreef Eberhart 59 boeken, waarvan een aantal verfilmd werd. Zij kreeg in 1971 de Mystery Writers of America Grand Master Award.